# Burlington (Iowa)
Burlington is een plaats (city) in de Amerikaanse staat Iowa, en valt bestuurlijk gezien onder Des Moines County.

## Demografie
Bij de volkstelling in 2000 werd het aantal inwoners vastgesteld op 26.839.
In 2006 is het aantal inwoners door het United States Census Bureau geschat op 25.464, een daling van 1375 (-5,1%).

## Geografie
Volgens het United States Census Bureau beslaat de plaats een oppervlakte van
38,4 km², waarvan 36,4 km² land en 2,0 km² water. Burlington ligt op ongeveer 185 m boven zeeniveau.

## Plaatsen in de nabije omgeving
De onderstaande figuur toont nabijgelegen plaatsen in een straal van 16 km rond Burlington.

## Geboren
- Max Otto Lorenz (1876-1959), econoom bekend van de Lorenzcurve
- William Frawley (1887-1966), theater-, film- en televisieacteur
- Aldo Leopold (1887-1948), ecoloog
- James Kelly (1964), astronaut